# Jeanette Capocci
Marie Jeanette Capocci (uttalas Kapottchi), född 22 september 1976 i Markaryd i Finnveden, Småland, är en svensk komisk skådespelerska. Capocci har nominerats till Guldmask fem gånger, varav hon belönats vid ett tillfälle för sin roll i Var är Zlatan? (2003).
Hon har även medverkat i många folklustspel av Stefan Gerhardsson och Krister Claesson i Falkenberg.
Jeanette Capocci är sambo med skådespelaren Mikael Riesebeck. De har en dotter född år 2012.

## Roller (urval)
- 2001 – Snålvatten och jäkelskap
- 2002 – Bröllop och jäkelskap
- 2003 – Var är Zlatan?
- 2004 – Två bröder emellan
- 2005 – Två ägg i högklackat – Två bröder året efter
- 2006 – Brännvin och fågelholkar – Söderkåkar reser västerut!
- 2008 – Majas affär (barnprogram)
- 2008 – Solsting och snésprång
- 2010 – Ett makalöst bröllop
- 2010 – Jonson och Pipen (TV-serie)
- 2010 – En mor till salu
- 2015 – Bröllop i kikar'n
- 2022 – Alla tiders Åsa-Nisse

## Teater

### Roller (ej komplett)
| År   | Roll                        | Produktion                                                                         | Regi                  | Teater                   |
| ---- | --------------------------- | ---------------------------------------------------------------------------------- | --------------------- | ------------------------ |
| 2001 | Inga Olsson                 | Snålvatten och jäkelskap Krister Claesson                                          | Krister Claesson      | Vallarnas friluftsteater |
| 2002 | Inga Olsson                 | Bröllop och jäkelskap Krister Claesson                                             | Krister Claesson      | Vallarnas friluftsteater |
| 2003 | Gina Loredana Göransson     | Var är Zlatan? (Out of order) Ray Cooney                                           | Anders Albien         | Halmstads Teater         |
| 2004 | Virena Melanski             | Två bröder emellan Krister Claesson                                                | Krister Claesson      | Vallarnas friluftsteater |
| 2005 | Virena Melanski             | Två ägg i högklackat – Två bröder året efter Krister Claesson                      | Krister Claesson      | Vallarnas friluftsteater |
| 2006 | Maj-Britt Lundström         | Brännvin och fågelholkar – Söderkåkar reser västerut! (Söderkåkar) Gideon Wahlberg | Anders Albien         | Vallarnas friluftsteater |
| 2008 | Gunhild Olsson              | Solsting och snésprång Wilhelm Behrman och Gustaf Skördeman                        | Ulf Dohlsten          | Vallarnas friluftsteater |
| 2010 | Städerskan                  | Ett makalöst bröllop – kärlek vid första överkastet (Perfect Wedding) Robin Hawdon | Christoffer Göransson | Halmstads Teater         |
| 2010 | Johanna "Lillan"            | En mor till salu Lars Classon och Per Andersson                                    | Ulf Dohlsten          | Vallarnas friluftsteater |
| 2011 | Städerskan                  | Ett makalöst bröllop – kärlek vid första överkastet (Perfect Wedding) Robin Hawdon | Christoffer Bendixen  | Krusenstiernska teatern  |
| 2014 | Anna, husa                  | Charmörer på vift (Der wahre Jacob) Franz Arnold och Ernst Bach                    | Bo Hermansson         | Krusenstiernska teatern  |
| 2015 | Anna-Lisa Posse             | Bröllop i kikar'n Lars Classon och Jojje Jönsson                                   | Ulf Dohlsten          | Vallarnas friluftsteater |
| 2016 | Familjerådgivare Berthammar | Rakt ner i fickan (Cash on delivery) Michael Cooney                                | Edward af Sillén      | Krusenstiernska teatern  |
| 2016 | Marianne                    | Kuta och kör (Run for Your Wife) Ray Cooney                                        | Niclas Angerborn      | Sagateatern i Linköping  |
| 2017 | Katrin, husa                | Flaggan i topp (Hurra, ein Junge) Franz Arnold och Ernst Bach                      | Adde Malmberg         | Krusenstiernska teatern  |
| 2021 | Miss Hannigan               | Annie Thomas Meehan och Charles Strouse                                            | Kålle Gunnarsson      | Intiman                  |
| 2025 | Berta                       | Kalabalik i Fabriken Håkan Klamas och Niklas Holtne                                | Niklas Holtne         | Vallarnas friluftsteater |